# Pajares de los Oteros
Pajares de los Oteros ist ein Ort und eine nordspanische Gemeinde mit 235 Einwohnern (Stand: 2024) in der Provinz León und der Region Kastilien-León. Neben dem Hauptort Pajares de los Oteros gehören die Ortschaften Fuentes de los Oteros, Morilla de los Oteros, Pobladura de los Oteros, Quintanilla de los Oteros, Valdesaz de los Oteros und Velilla de los Oteros zur Gemeinde.

## Lage und Klima
Pajares de los Oteros liegt etwa 28 Kilometer südsüdöstlich von León im Nordwesten der Iberischen Meseta in einer Höhe von ca. 720 m. Im Gemeindegebiet liegt der Flugplatz namens Aeródromo Los Oteros.
Das Klima im Winter ist rau, im Sommer dagegen trocken und warm; der Regen (499 mm/Jahr) fällt überwiegend im Winterhalbjahr.

## Bevölkerungsentwicklung
| Jahr      | 1970 | 1981 | 1991 | 2001 | 2011 | 2021 |
| Einwohner | 913  | 612  | 473  | 336  | 366  | 232  |

Aufgrund der durch die Mechanisierung der Landwirtschaft und der Aufgabe von bäuerlichen Kleinbetrieben ausgelösten Landflucht ist die Bevölkerung des Dorfes seit der Mitte des 19. Jahrhunderts kontinuierlich gewachsen.

## Sehenswürdigkeiten
- Kirche von Pajares de los Oteros
- Kirche von Fuentes de los Oteros
- Himmelfahrtskirche von Valdesaz de los Oteros
- Wasserturm

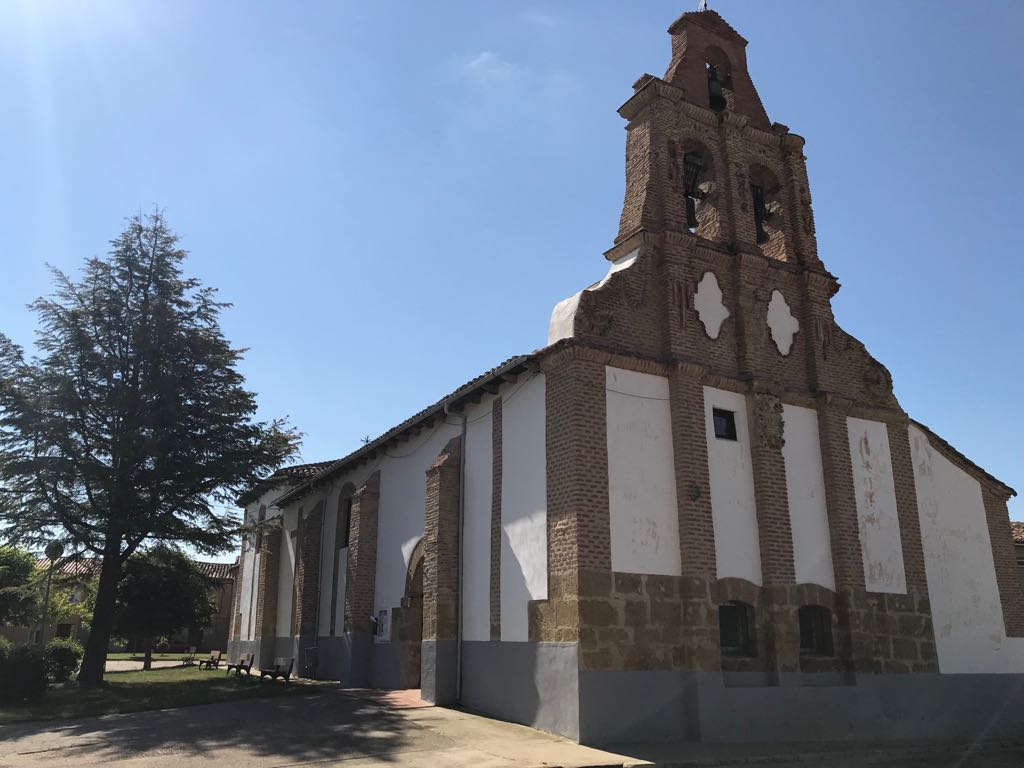
Kirche von Pajares de los Oteros
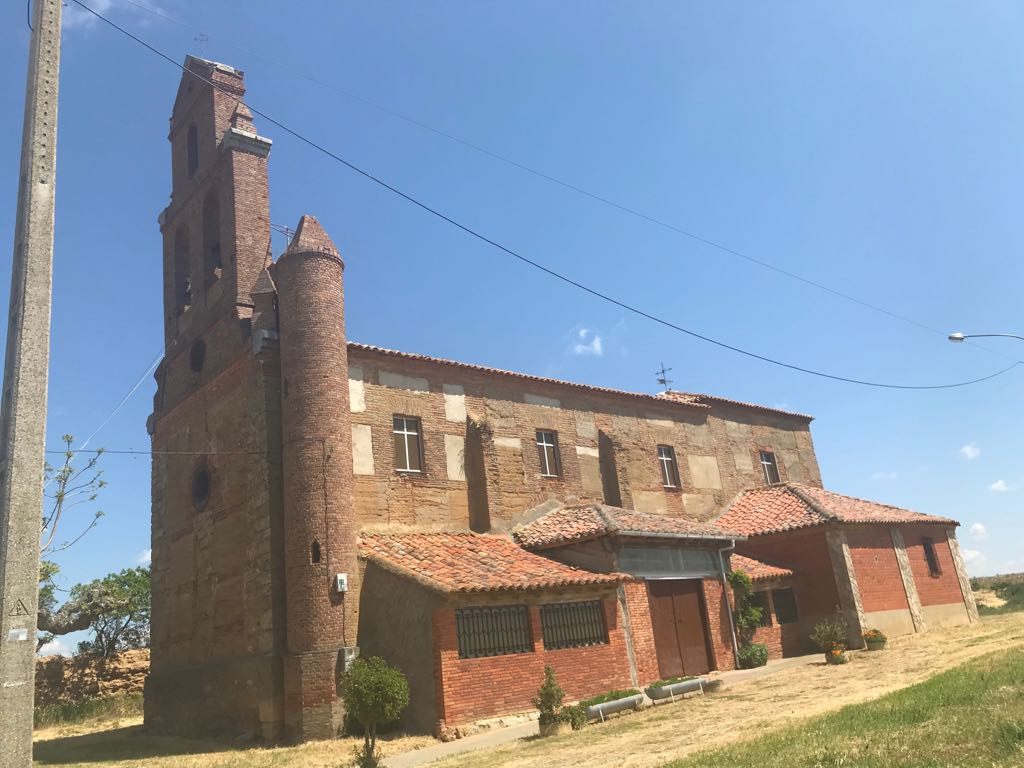
Kirche von Fuentes de los Oteros
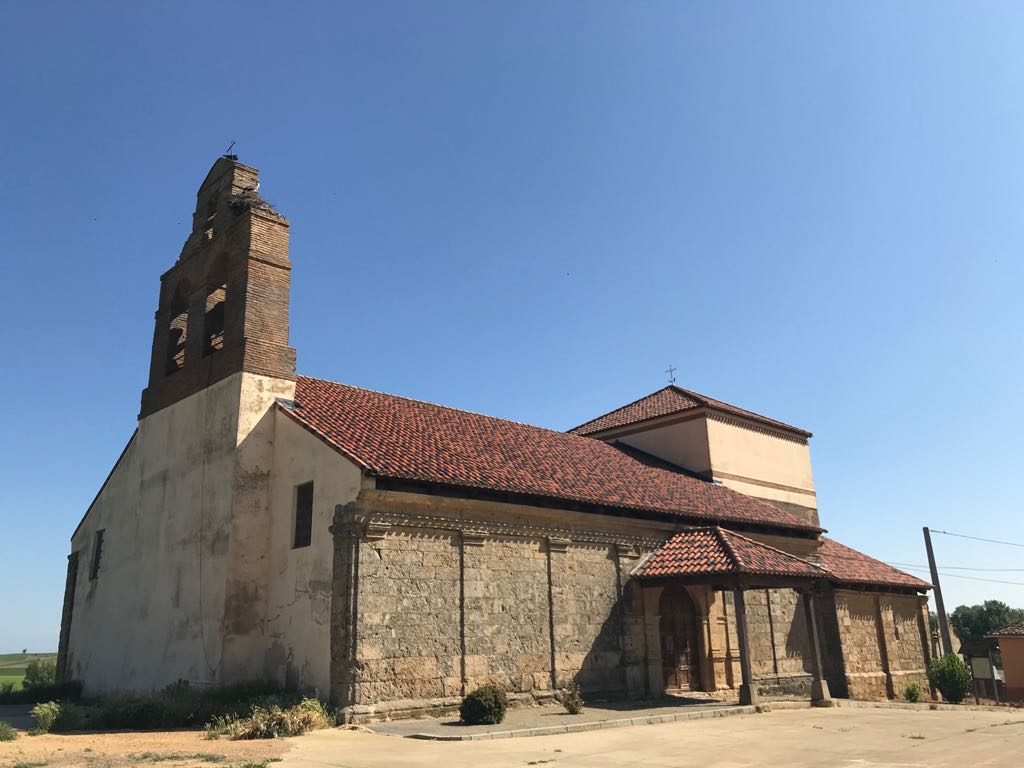
Himmelfahrtskirche
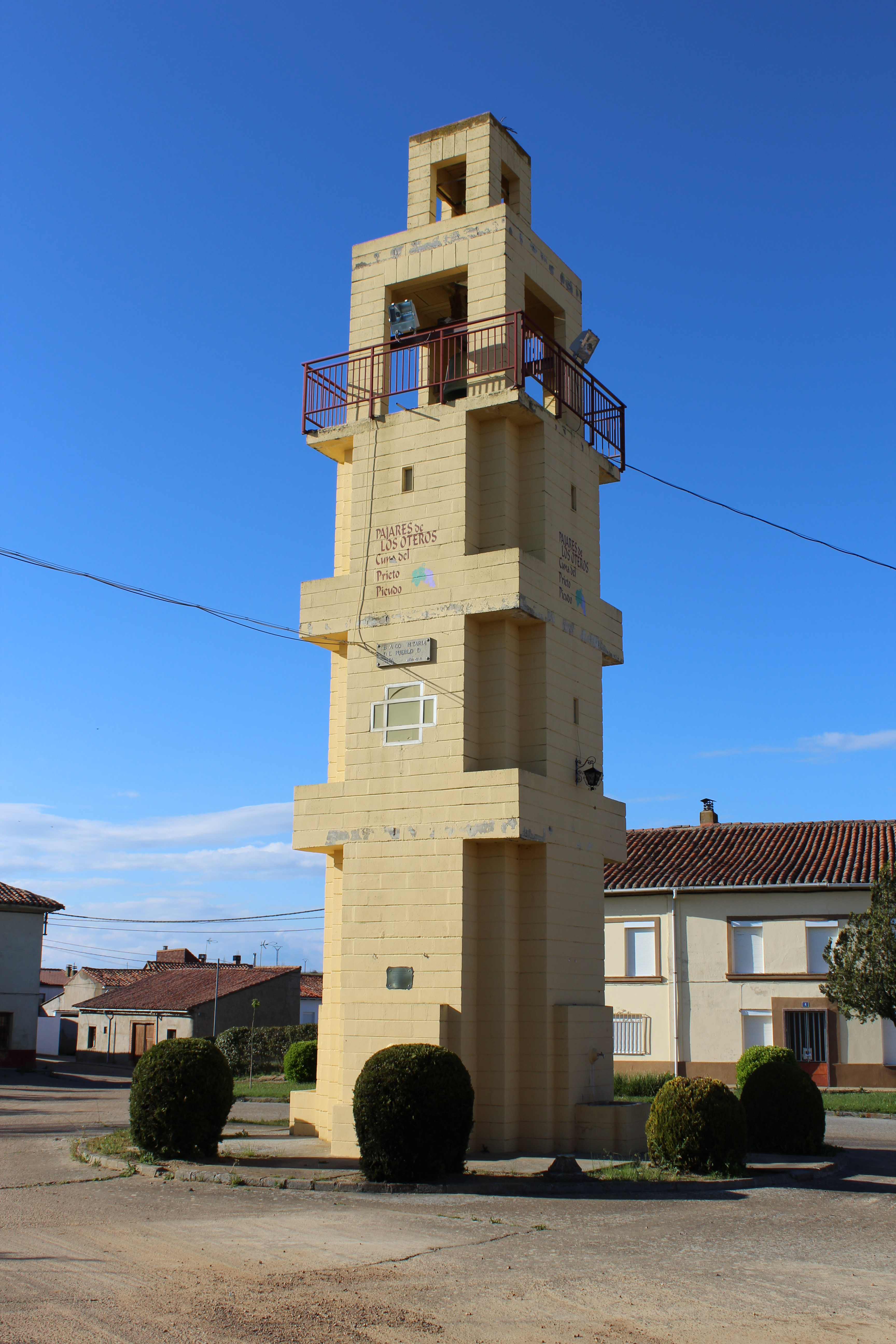
Wasserturm
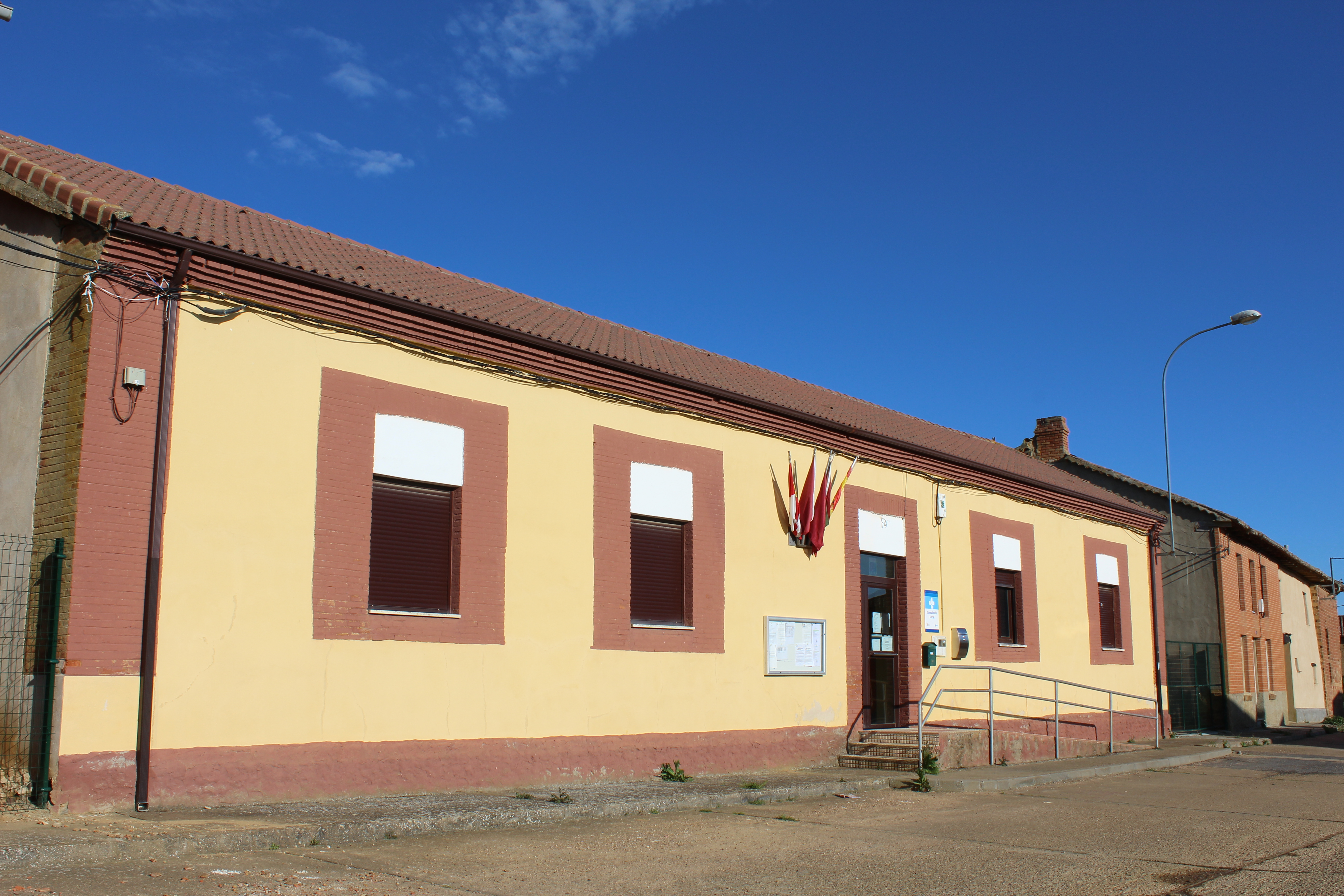
Rathaus